# Petrovčič
Petrovčič je priimek več znanih Slovencev:
- Aleš Petrovčič (*1980), slovenski hokejist
- Andraž Petrovčič, družboslovni metodolog, informatik
- Avgust Petrovčič, balinar, športni delavec
- Denis Petrovčič, arhitekt
- Ervina Petrovčič-Wrischer (1904—2007), igralka
- Franci Petrovčič, urbani čebelar
- Janko Petrovčič, tehnološki inovator, raziskovalec IJS
- Jože Petrovčič (1921—2002), zdravnik v Borovnici in okolici
- Jože Petrovčič (*1948), novinar, urednik
- Matej Petrovčič (*1981), slikar
- Mateja Petrovčič, sinologinja, prof. FF
- Miha Petrovčič (1965—1982), filmski igralec ("izumitelj Polž")
- Miran Petrovčič (1904—1969), igralec, režiser in prevajalec
- Peter Pertovčič (*1963), novinar
- Roman Petrovčič (1901—1981), pevec (Slovenski oktet)?
- Sara Petrovčič, pevka zabavne glasbe
- Simon Petrovčič, gradbenik, prof. FA
- Srečko Petrovčič (1897—1973), gradbeni inženir
- Tadeja Petrovčič Jerina, prevajalka
- Tone Petrovčič (1900—1980), pevec basist (tudi Slovenski oktet)
- Vida Petrovčič (*1957), novinarka, televizijska voditeljica